# 타케오

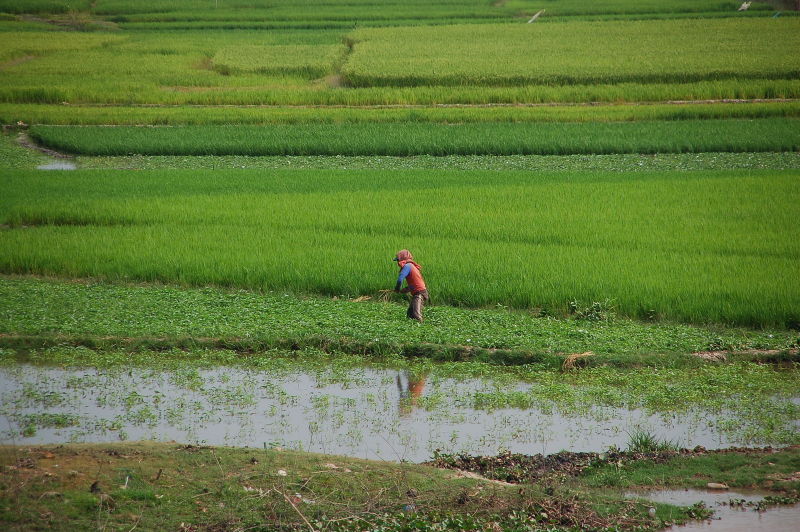
타케오의 논

타케오(Takéo)는 캄보디아 남부 타케오 주의 주도로, 인구는 39,186명(1998년 기준)이다. 직물 산업의 중심지이며 캄보디아의 직물공 15,000명 가운데 약 10,000여 명이 이 곳에 거주하며 이들 가운데 대부분이 타케오를 경유하는 국도변에 거주한다. 부남 시대인 2세기 무렵 크메르인들이 인도와 중국으로부터 직물 기술이 들어온 것으로 추정된다.